# Paul Hornsby
Paul Hornsby (Elba, Alabama, 1944) es un músico y productor discográfico estadounidense, reconocido por producir exitosos álbumes para bandas y artistas como Charlie Daniels Band, The Marshall Tucker Band y Wet Willie.

## Biografía
Hornsby empezó a interesarse por la música a una temprana edad. Su primera experiencia profesional ocurrió en 1962 en la banda Minutes. Para 1967 estaba tocando los teclados y la guitarra con Duane y Gregg Allman en la agrupación Hour Glass. Más adelante inició su carrera como productor discográfico, inicialmente con Capricorn Records y luego de forma independiente. Produjo álbumes para bandas y artistas como Charlie Daniels, The Marshall Tucker Band y Wet Willie. También tocó con Elvin Bishop, Captain Beyond, Gerry Goffin y Livingston Taylor.

## Contribuciones musicales
Paul Hornsby ha registrado colaboraciones con:
- The 5 Minutes
- The Men-its
- Hour Glass
- Gregg Allman
- Elvin Bishop
- Captain Beyond
- Gerry Goffin
- Livingston Taylor
- Grinderswitch
- Marshall Tucker Band
- Alex Taylor